# Talir
Talir (nemško Am Teller) je naselje v Občini Kotmara vas v Okraju Celovec-dežela na Koroškem v Avstriji.